# Iwan Witaljewitsch Nifontow

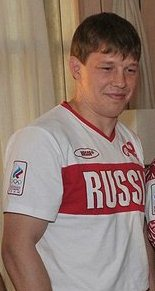
Iwan Nifontow (2012)

Iwan Witaljewitsch Nifontow (russisch Иван Витальевич Нифонтов; * 5. Juni 1987 in Pawlodar) ist ein ehemaliger russischer Judoka, der im Halbmittelgewicht antrat, der Gewichtsklasse bis 81 Kilogramm. Er gewann 2012 eine olympische Bronzemedaille und war 2009 Welt- und Europameister.

## Karriere
Der 1,72 m große Nifontow gewann 2007 bei den Polizei-Europameisterschaften. 2008 war er russischer U23-Meister. Bei den Europameisterschaften 2009 in Tiflis besiegte er im Halbfinale den Franzosen Axel Clerget und im Finale den Italiener Antonio Ciano. Zweieinhalb Monate später gewann er beim Grand-Slam-Turnier in Rio de Janeiro im Halbfinale gegen Travis Stevens aus den Vereinigten Staaten und im Finale gegen Nacif Elias aus dem Libanon. Bei den Weltmeisterschaften 2009 in Rotterdam bezwang er Antonio Ciano im Viertelfinale. Im Halbfinale schlug er den Deutschen Ole Bischof und im Finale siegte er gegen den Weißrussen Siarhei Shundzikau.
2010 trat er bei den Europameisterschaften nicht im Einzel an, bei den Weltmeisterschaften 2010 in Tokio verlor er im Achtelfinale gegen Elnur Məmmədli aus Aserbaidschan. 2011 belegte er bei den Weltmeisterschaften in Paris den siebten Platz, nachdem er im Viertelfinale gegen den Südkoreaner Kim Jae-bum verloren hatte, schied er in der Hoffnungsrunde gegen den Aserbaidschaner Elkhan Rajabli aus.
Bei den Olympischen Spielen 2012 in London schlug er im Achtelfinale den Belgier Joachim Bottieau und im Viertelfinale den Kanadier Antoine Valois-Fortier. Im Halbfinale unterlag er Kim Jae-bum, den Kampf um Bronze gewann er durch zwei Waza-ari-Wertungen gegen den Japaner Takahiro Nakai. 2013 fanden die Weltmeisterschaften in Rio de Janeiro statt, Nifontow bezwang im Viertelfinale Joachim Bottieau. Im Halbfinale unterlag er dem Georgier Awtandil Tschrikischwili und den Kampf um Bronze verlor er gegen seinen Landsmann Iwan Worobjow. Ein Jahr später unterlag Nifontow bei den Weltmeisterschaften 2014 in Tscheljabinsk im Viertelfinale gegen den Franzosen Loïc Pietri. Mit Siegen über den Brasilianer Victor Penalber und den zweiten Franzosen Alain Schmitt sicherte er sich eine Bronzemedaille. 2015 trat er bei den im Rahmen der Europaspiele in Baku ausgetragenen Europameisterschaften an. Im Halbfinale bezwang er den Deutschen Alexander Wieczerzak, im Finale unterlag er dem Georgier Awtandil Tschrikischwili.
Nifontow trat für den Verein Yawara Newa St. Petersburg an, mit dem er 2009, 2010, 2014 und 2017 den Europapokal der Landesmeister gewann.